# Agano (tàu tuần dương Nhật)
Agano (tiếng Nhật: 阿賀野) là một tàu tuần dương hạng nhẹ, là chiếc dẫn đầu trong lớp của nó bao gồm bốn chiếc đã phục vụ cho Hải quân Đế quốc Nhật Bản trong Chiến tranh Thế giới thứ hai. Tên của nó được đặt theo sông Agano tại tỉnh Fukushima và Niigata thuộc Nhật Bản. Agano đã bị tàu ngầm Mỹ Skate đánh chìm ở phía Bắc Truk vào ngày 15 tháng 2 năm 1944 ở tọa độ 10°11′B 151°42′Đ / 10,183°B 151,7°Đ.

## Thiết kế và chế tạo
Lớp tàu tuần dương hạng nhẹ Agano được thiết kế như những con tàu nhanh nhẹn với vỏ giáp mỏng để chỉ huy hải đội tàu khu trục hay tàu ngầm, và được dự định để thay thế cho các lớp tàu tuần dương hạng nhẹ cũ được chế tạo sau khi Chiến tranh Thế giới thứ nhất kết thúc.
Agano được đặt lườn vào ngày 18 tháng 6 năm 1940, được hạ thủy vào ngày 22 tháng 10 năm 1941 và được đưa ra hoạt động vào ngày 31 tháng 10 năm 1942 tại xưởng hải quân Sasebo.

## Lịch sử hoạt động
Sau khi hoàn tất, Agano được phân về Hải đội Khu trục 10 thuộc Hạm đội 3 Nhật Bản. Vào ngày 16 tháng 12 năm 1942, Agano có hoạt động tác chiến đầu tiên khi hợp cùng tàu sân bay Junyō và các tàu chiến khác hộ tống các tàu vận chuyển binh lính đến Wewak và Madang tại New Guinea.
Kế tiếp Agano tham gia triệt thoái lực lượng Nhật Bản khỏi Guadalcanal, rồi sau đó con tàu được sửa chữa và cải tiến nhỏ trước khi được tập hợp lại trong một hạm đội hùng hậu dự định phản công vào lực lượng Mỹ đổ bộ xuống đảo Attu thuộc quần đảo Aleut. Tuy nhiên, vào lúc lực lượng được tập trung, người Mỹ đã hoàn tất việc chiếm đóng hòn đảo, và cuộc phản công bị hủy bỏ.
Vào tháng 6 năm 1943, Agano vào xưởng hải quân Kure để tái trang bị, được bổ sung một bộ radar dò tìm trên không Kiểu 21 cùng mười khẩu phòng không 25 mm Kiểu 96 trên hai tháp nòng đôi và hai tháp ba nòng, nâng tổng số lên 16 nòng súng. Sau khi hoàn tất việc tái trang bị, Agano khởi hành đi Truk thuộc quần đảo Caroline cùng một lực lượng Nhật Bản lớn. Cho dù nhiều lần bị tàu ngầm Mỹ phát hiện và tấn công cùng nhắm vào tàu sân bay Zuihō, Agano an toàn đi đến Truk, nơi nó bắt đầu các chuyến vận chuyển binh lính đến Rabaul.
Agano khởi hành cùng với hạm đội dự định đánh chặn lực lượng Mỹ gần Eniwetok vào tháng 9 năm 1943, nhưng không phát hiện ra đối phương. Một cố gắng khác nhằm đánh chặn lực lượng Mỹ vào tháng 10 cũng bị thất bại. Tuy nhiên, vào ngày 2 tháng 11 năm 1943, trong thành phần của hạm đội hỗ trợ cho việc phòng thủ Rabaul, Agano đã tham gia Trận chiến vịnh Nữ hoàng Augusta chống lại các đơn vị Mỹ, trong đó cả tàu tuần dương Sendai lẫn tàu khu trục Hatsukaze đều bị đánh chìm. Ba ngày sau, trở lại cảng Rabaul, Agano suýt bị đánh trúng trong cuộc không kích do các tàu sân bay Mỹ Saratoga và Princeton thực hiện, chịu đựng hư hại nhẹ và một thủy thủ tử trận. Hạm đội được tung ra để đối đầu cùng lực lượng Mỹ nhưng kế hoạch bị hủy bỏ và hạm đội quay trở về Rabaul ngày 7 tháng 11 năm 1943.
Tại cảng Rabaul, trong một cuộc không kích khác, một ngư lôi Mark 13 phóng từ một máy bay ném bom-ngư lôi Grumman TBF Avenger đã đánh trúng Agano về phía đuôi, gây hư hại đáng kể và làm bị thương Chuẩn Đô đốc Morikazu Osugi. Ngày hôm sau, 12 tháng 11 năm 1943, Agano rời Truk cùng ba tàu chiến khác, nhưng trên đường đi nó trúng phải ngư lôi phóng từ tàu ngầm Mỹ Scamp. Tàu ngầm Albacore cũng tìm cách tấn công nhưng bị ngăn chặn bởi hàng rào hỏa lực mìn sâu của Nhật. Agano được tàu chị em Noshiro kéo trở về Truk vào ngày 16 tháng 11 năm 1943.
Sau ba tháng gấp rút sửa chữa tại chỗ, Agano đã có thể hoạt động hai trong số bốn trục chân vịt, và nó khởi hành từ Truk vào ngày 15 tháng 2 năm 1944 hướng về các đảo chính quốc Nhật Bản để được sửa chữa triệt để. Được hộ tống bởi tàu khu trục Oite, chỉ cách 260 km (160 dặm) về phía Bắc Truk, Agano bị đánh trúng hai quả ngư lôi phóng ra từ tàu ngầm Skate, làm nó bốc cháy. Trong số 726 thành viên thủy thủ đoàn, có khoảng 523 người sống sót, bao gồm thuyền trưởng Takamatsu Matsuda, được Oite vớt lên, và Agano chìm lúc 05 giờ 17 phút sáng hôm sau ở tọa độ 10°11′B 151°42′Đ / 10,183°B 151,7°Đ.
Trên đường quay lại Truk, Oite bị các máy bay ném bom-ngư lôi TBF Avenger đánh chìm trong quá trình chiến dịch Hailstone, làm thiệt mạng hầu hết ngoại trừ 20 người của chính nó. Tất cả các thành viên của Agano được nó vớt lên đều thiệt mạng.
Agano được rút khỏi danh sách Đăng bạ Hải quân vào ngày 31 tháng 3 năm 1944.

## Danh sách thuyền trưởng
- Ko Nakagawa (sĩ quan trang bị trưởng): 15 tháng 2 năm 1942 - 31 tháng 10 năm 1942
- Ko Nakagawa: 31 tháng 10 năm 1942 - 5 tháng 8 năm 1943
- Hiroshi Matsubara: 5 tháng 8 năm 1943 - 16 tháng 11 năm 1943
- Takamatsu Matsuda: 16 tháng 11 năm 1943 - 17 tháng 2 năm 1944 (tử trận, được truy phong Chuẩn Đô đốc) (sống sót khi Agano chìm, nhưng tử nạn trên Oite)